# Riure

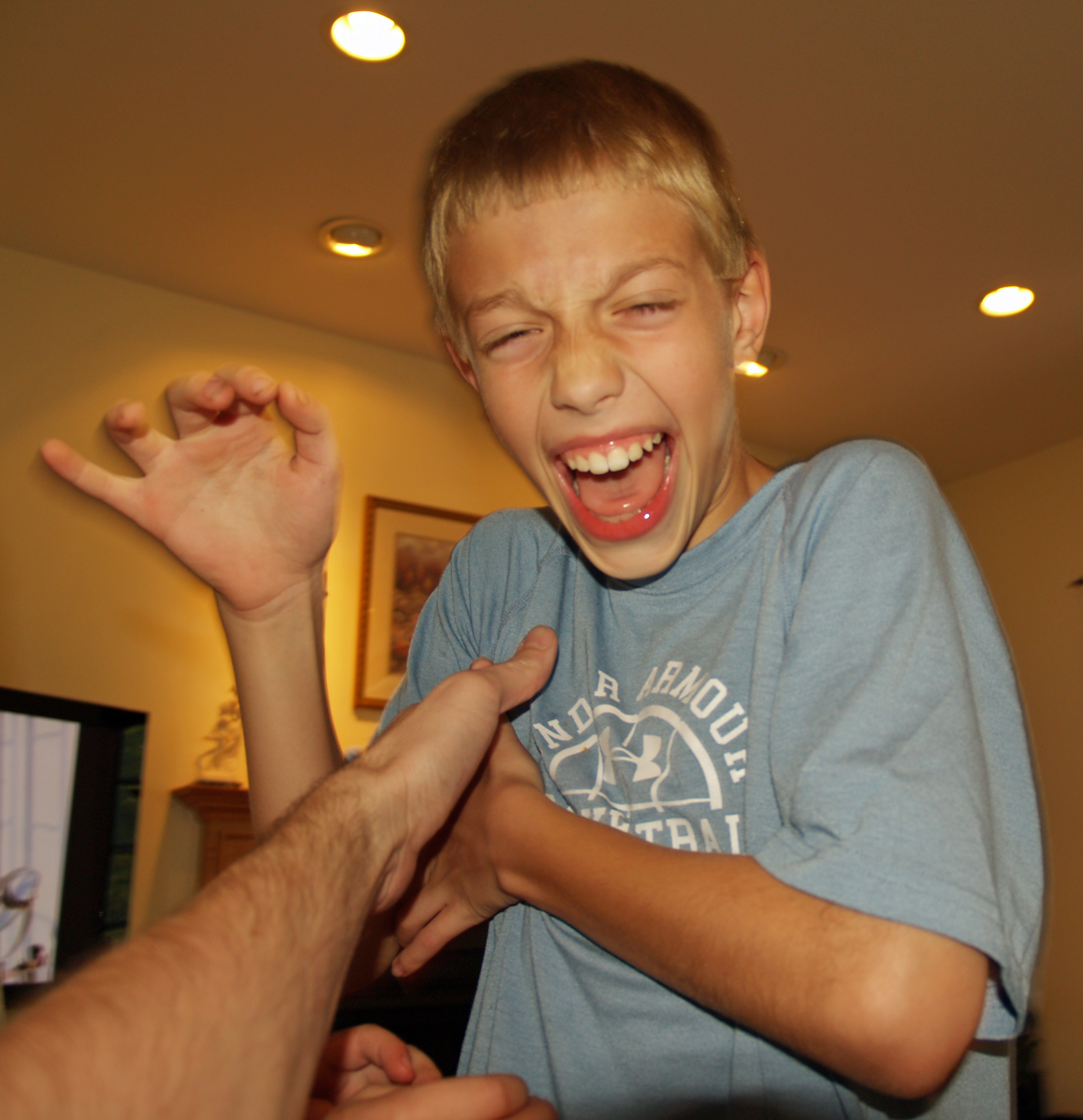
Un nen rient.

El riure és la manifestació externa humana d'un estat d'ànim d'alegria. Es compon bàsicament d'una expressió facial acompanyada d'un so tallat. Si no hi ha so, es parla de somriure. Els nadons aprenen a riure a partir dels 4 mesos d'edat. Com és un acte que allibera endorfina es creu que riure i tenir humor és beneficiós per a la salut. Sigmund Freud afirmava que allibera energia psíquica i que per tant té una funció en l'homeostasi o equilibri mental de la persona. Segons un estudi de la universitat de Basilea riure amb freqüència ajuda a reduir els nivells d'estrès, independentment de la seva intensitat.
Animals com la majoria d'espècies de primats, gossos i ratolins tenen sons similars al riure humà, provinents del sistema límbic del cervell. El riure sembla tenir una funció social de cohesió, ja que es riu més en companyia que estant sol (per això els riures dels programes televisius tenen com a missió provocar el riure dels espectadors per contagi). La branca d'estudi que s'ocupa del riure s'anomena gelotologia.